# Fernando Fiorillo
Fernando Fiorillo (Soledad, 23 november 1956) is een voormalig profvoetballer uit Colombia, die als middenvelder onder meer speelde voor Atlético Junior uit Barranquilla.

## Interlandcarrière
Fiorillo nam met het Colombiaans voetbalelftal deel aan de Olympische Spelen van 1980 in Moskou, en speelde daar mee in de twee (tegen Tsjechoslowakije en Koeweit) van de drie groepswedstrijden. Ook maakte hij deel uit van de Colombiaanse selectie voor de Copa América 1983.
| Interlands van Fernando Fiorillo voor Colombia | Interlands van Fernando Fiorillo voor Colombia | Interlands van Fernando Fiorillo voor Colombia | Interlands van Fernando Fiorillo voor Colombia | Interlands van Fernando Fiorillo voor Colombia | Interlands van Fernando Fiorillo voor Colombia |
| №                                              | Datum                                          | Wedstrijd                                      | Uitslag                                        | Competitie                                     | Goals                                          |
| Als speler van Atlético Junior                 | Als speler van Atlético Junior                 | Als speler van Atlético Junior                 | Als speler van Atlético Junior                 | Als speler van Atlético Junior                 | Als speler van Atlético Junior                 |
| ---------------------------------------------- | ---------------------------------------------- | ---------------------------------------------- | ---------------------------------------------- | ---------------------------------------------- | ---------------------------------------------- |
| 1                                              | 5 januari 1980                                 | Venezuela – Colombia                           | 0 – 0                                          | Oefeninterland                                 |                                                |
| 2                                              | 28 augustus 1983                               | Colombia – Peru                                | 2 – 2                                          | Copa América                                   | 68'                                            |
| 3                                              | 31 augustus 1983                               | Colombia – Bolivia                             | 2 – 2                                          | Copa América                                   |                                                |

## Erelijst
Atlético Junior
- Colombiaans landskampioen

1977, 1980